# Pierre Laurent (rugby à XIII)
Pour les articles homonymes, voir Pierre Laurent.
Pas d'image ? Cliquez ici

a Compétitions nationales et continentales officielles uniquement.

b Matchs officiels uniquement.
Pierre Laurent, né le 5 septembre 1934 à Valentine et mort le 18 mars 1984 à Aspret-Sarrat, est un joueur de rugby à XIII international français évoluant au poste de deuxième ligne dans les années 1950 et 1960.
Il dispute le Championnat de France sous le maillot du RC Albigeois avec lequel il remporte le Championnat de France en 1962.
Fort de ses performances en club, il côtoie l'équipe de France et compte une sélection officielle obtenue le 20 janvier 1960 affrontant l'Australie.

## Biographie

### Palmarès
- Collectif :
  - Vainqueur du Championnat de France : 1962 (Albi).
  - Finaliste du Championnat de France : 1960 (Albi).

### Détails en sélection
| 1. | 20 janvier 1960 | Australie | 8-16 | Test-match | Deuxième ligne | - | - | - | - |